# Hideo Fujino
Hideo Fujino (藤野秀夫, Fujino Hideo), né le 16 mai 1878 et mort le 11 février 1956, est un acteur japonais.

## Biographie
Hideo Fujino a tourné dans près de 280 films entre 1915 et 1952.

## Filmographie partielle
- 1917 : La Fille du capitaine (大尉の娘, Taii no musume?) de Masao Inoue
- 1918 : Le Cadavre vivant (生ける屍, Ikeru shikabane?) d'Eizō Tanaka
- 1920 : Hakucho no uta (白鳥の歌?) d'Eizō Tanaka
- 1923 : La Faute de mon père (父の罪, Chichi no tsumi?) de Minoru Murata[2]
- 1924 : L'Amour de l'homme des montagnes (山男の恋, Yamaotoko no koi?) de Hiroshi Shimizu
- 1928 : Yamato, le bûcheron (永遠の心, Eien no kokoro?) de Tsunejirō Sasaki

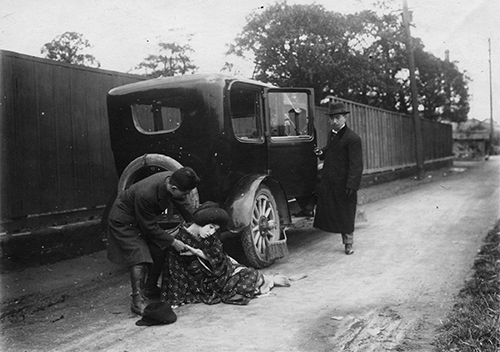
Teinosuke Kinugasa (au centre) et Hideo Fujino (à droite) dans Hakucho no uta (1920).

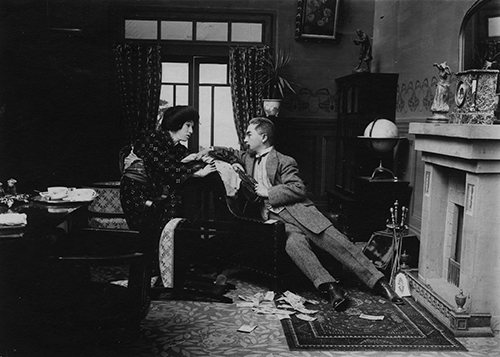
Teinosuke Kinugasa (à gauche) et Hideo Fujino (à droite) dans Hakucho no uta (1920).

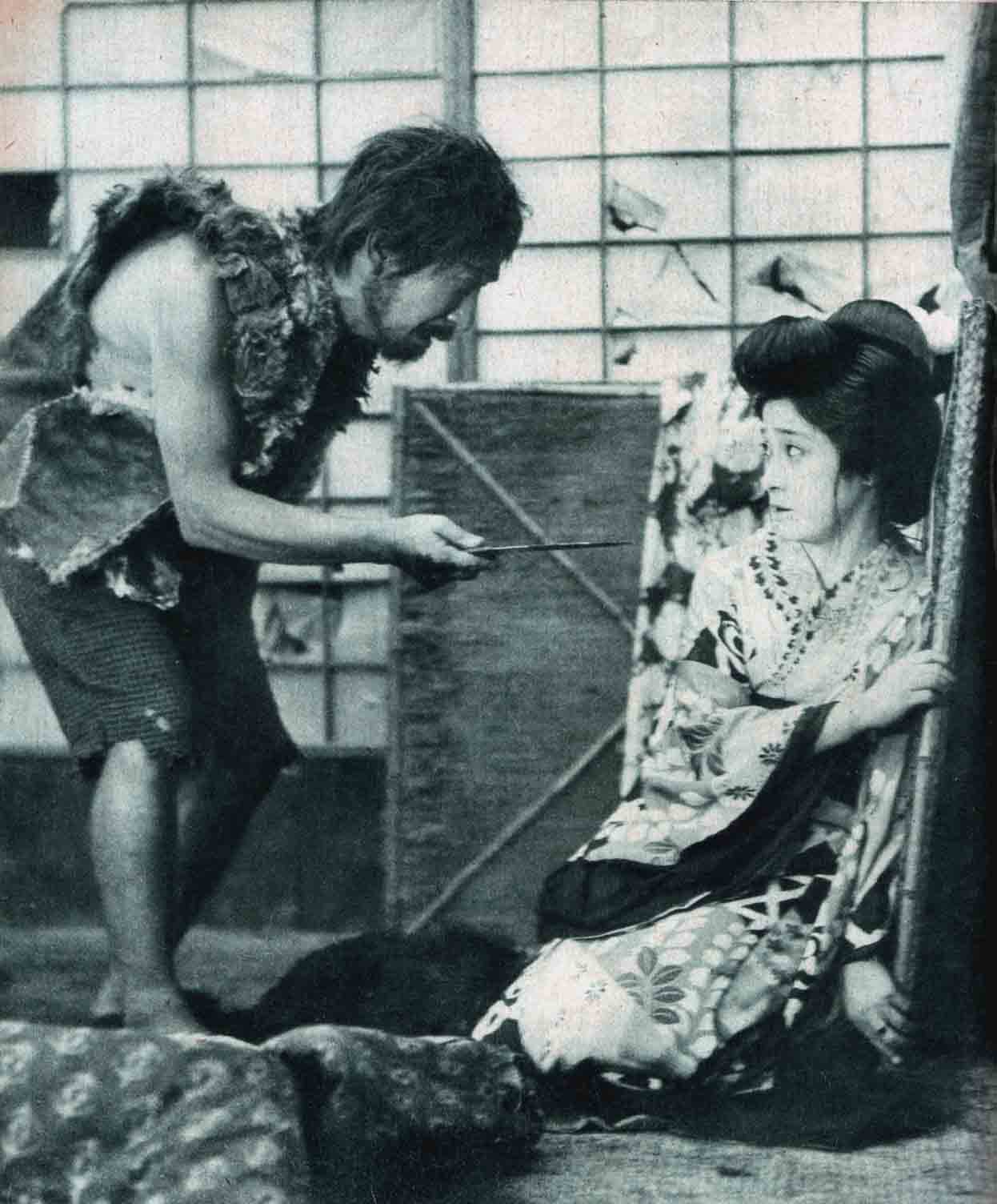
Hideo Fujino et Sakuko Yanagi dans L'Amour de l'homme des montagnes (1924).

- 1929 : Le Forgeron de la forêt (森の鍛冶屋, Mori no kajiya?) de Hiroshi Shimizu : Kosaku Matsuoka
- 1930 : Shingun (進軍?) de Kiyohiko Ushihara : Shosaku, le père de Koichi
- 1930 : Un amour sincère (真実の愛, Shinjitsu no ai?) de Hiroshi Shimizu
- 1930 : Une beauté (麗人, Reijin?) de Yasujirō Shimazu : Senzo Kurosaka
- 1930 : L'histoire de Kinuyo (絹代物語, Kinuyo monogatari?) de Heinosuke Gosho
- 1931 : La Voie lactée (銀河, Ginga?) de Hiroshi Shimizu : Kentaro Terao
- 1932 : Passion (情熱, Jōnetsu?) de Hiroshi Shimizu : le père
- 1932 : Nippon (Nippon: Liebe und Leidenschaft in Japan) de Carl Koch
- 1932 : L'Avancée de l'armée (陸軍大行進, Rikugun daikōshin?) de Hiroshi Shimizu, Yasushi Sasaki, Kazuo Ishikawa, Minoru Matsui, Kintarō Inoue et Tetsuji Watanabe
- 1932 : Un printemps mité (蝕める春, Mushibameru haru?) de Mikio Naruse : Yasutarō
- 1932 : Le Coucou (不如帰, Hototogisu?) de Heinosuke Gosho
- 1932 : Les 47 Rōnin I (忠臣蔵 前篇 赤穂京の巻, Chūshingura: Akō Kyō no maki?) de Teinosuke Kinugasa
- 1932 : Les 47 Rōnin II (忠臣蔵 後篇 江戸の巻, Chūshingura: Edo no maki?) de Teinosuke Kinugasa
- 1932 : L'Amour qui mène au paradis (天国に結ぶ恋, Tengoku ni musubu koi?) de Heinosuke Gosho : Hirosada
- 1934 : Éclipse (金環蝕, Kinkanshoku?) de Hiroshi Shimizu : Keinosuke Iwaki
- 1935 : Seppun jūjiro (接吻十字路?) de Keisuke Sasaki
- 1935 : Okoto et Sasuke (春琴抄 お琴と佐助, Shunkinsho: Okoto to Sasuke?) de Yasujirō Shimazu : Yasuzaemon, le père d'Okoto
- 1936 : Réunion de famille (家族会議, Kazoku kaigi?) de Yasujirō Shimazu : Nobusuke Ikejima
- 1936 : Hommes contre femmes (男性対女性, Dansei tai josei?) de Yasujirō Shimazu : Kyohei Atsumi
- 1937 : Rouge et vert (朱と緑, Shu to midori?) de Yasujirō Shimazu
- 1938 : Katsura, l'arbre de l'amour (愛染かつら, Aizen katsura?) de Hiromasa Nomura : Yasuki Tsumura
- 1939 : Cinq frères et sœurs (五人の兄妹, Gonin no kyodai?) de Kōzaburō Yoshimura : Tokutaro Kitagawa
- 1939 : Les fruits du mûrier sont écarlates (桑の実は紅い, Kuwa no mi wa akai?) de Hiroshi Shimizu
- 1939 : Kangeki no koro (感激の頃?) de Hideo Ōba : Ishikawa
- 1939 : Courant chaud (暖流, Danryū?) de Kōzaburō Yoshimura : Yasuhide Shima
- 1941 : Les Frères et Sœurs Toda (戸田家の兄妹, Todake no kyodai?) de Yasujirō Ozu : Shintaro Toda
- 1941 : Notes d'une chanteuse ambulante (歌女おぼえ書, Utajo oboegaki?) de Hiroshi Shimizu : Shōsuke Hiramatsu
- 1942 : Aratanaru kōfuku (新たなる幸福?) de Noboru Nakamura
- 1942 : Le Courage de l'homme (男の意気, Otoko no iki?) de Noboru Nakamura